# Pandan (Catanduanes)
Pandan ist eine philippinische Stadtgemeinde der Inselprovinz Catanduanes. Sie hat 20.516 Einwohner (Zensus 1. August 2015), die in 26 Barangays leben. Die Gemeinde wird als teilweise urban beschrieben und gehört zur vierten Einkommensklasse der Gemeinden auf den Philippinen. Pandan liegt ca. 346 km südöstlich der Hauptstadt der Philippinen Manila und 52 km nördlich der Provinzhauptstadt Virac. Pandan ist die nördlichste Gemeinde auf der Insel und hat eine hügelig bis gebirgig beschriebene Topographie. 
Das Klima der Insel Catanduanes wird als Type II klassifiziert, mit keiner ausgeprägten Trocken- oder Regenzeit, die stärksten Niederschläge fallen von Oktober bis Dezember. Die Gemeinde liegt innerhalb des Typhongürtels auf den Philippinen.
Der Kardinal José Sánchez (1920–2012) wurde in Pandan geboren. 

## Baranggays
| - Bagawang - Balagñonan - Baldoc - Canlubi - Santa Cruz (Catagbacan) - Catamban - Cobo - Hiyop - Libod (Pob.) - Lourdes - Lumabao - Marambong - Napo (Pob.) | - Oga - Pandan Del Norte (Pob.) - Pandan Del Sur (Pob.) - Panuto - Salvacion (Tariwara) - San Andres (Dinungsuran) - San Isidro (Langob) - Porot (San Jose) - San Rafael (Bogtong) - San Roque - Tabugoc - Tokio - Wagdas |  |